# Oberneulander Landstraße

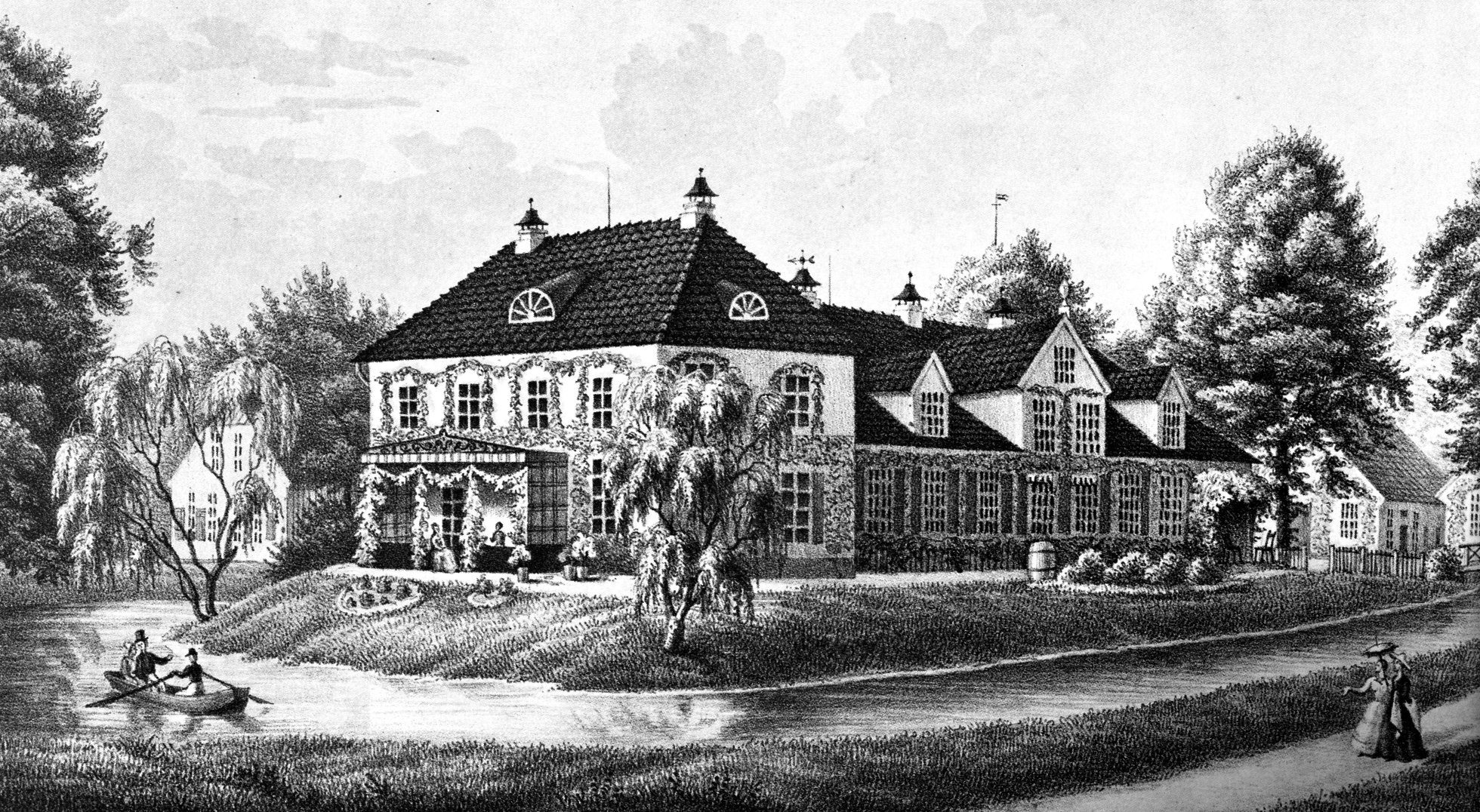
Gut Hodenberg, 1845

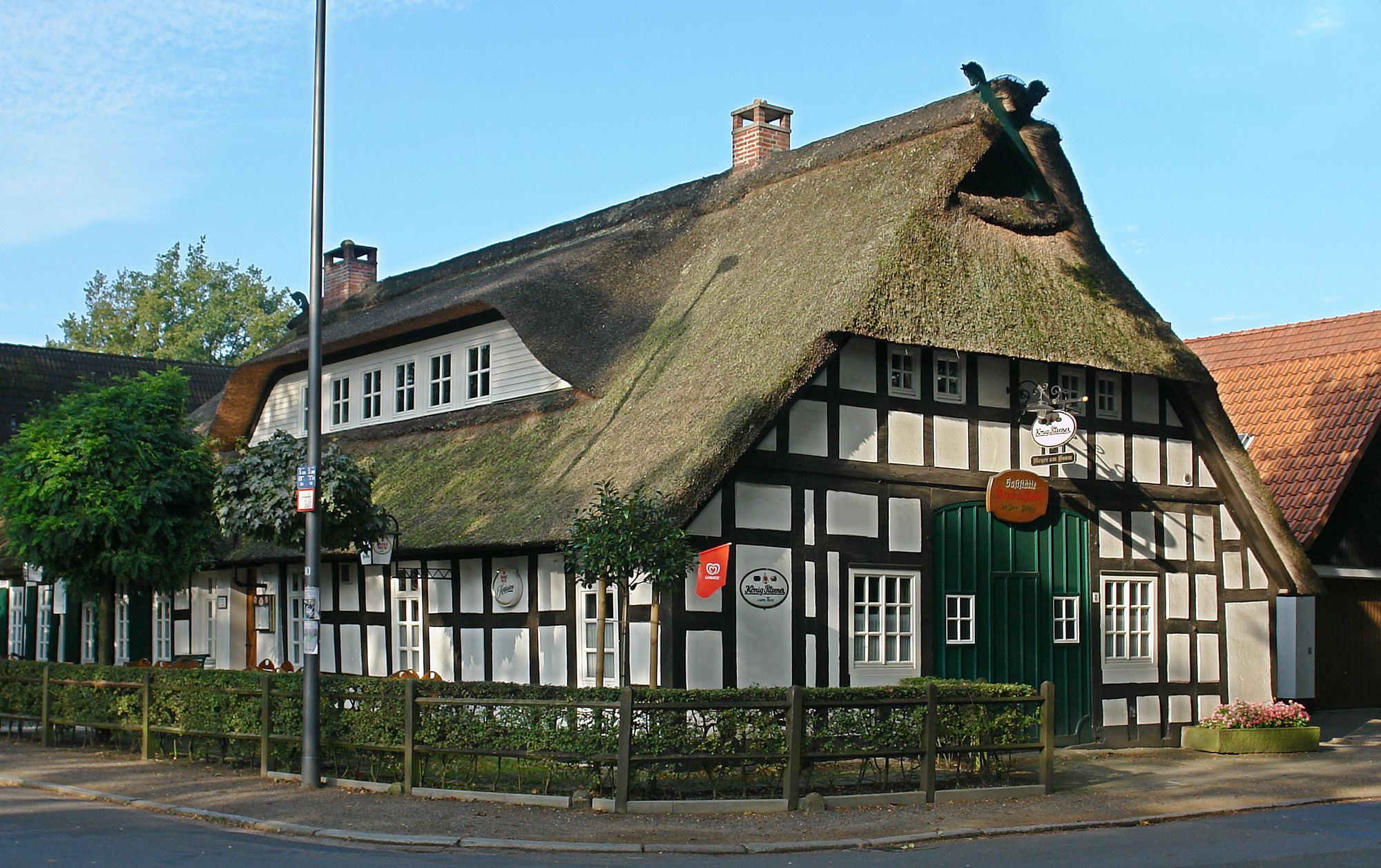
Nr. 8: Gaststätte Meyer am Boom

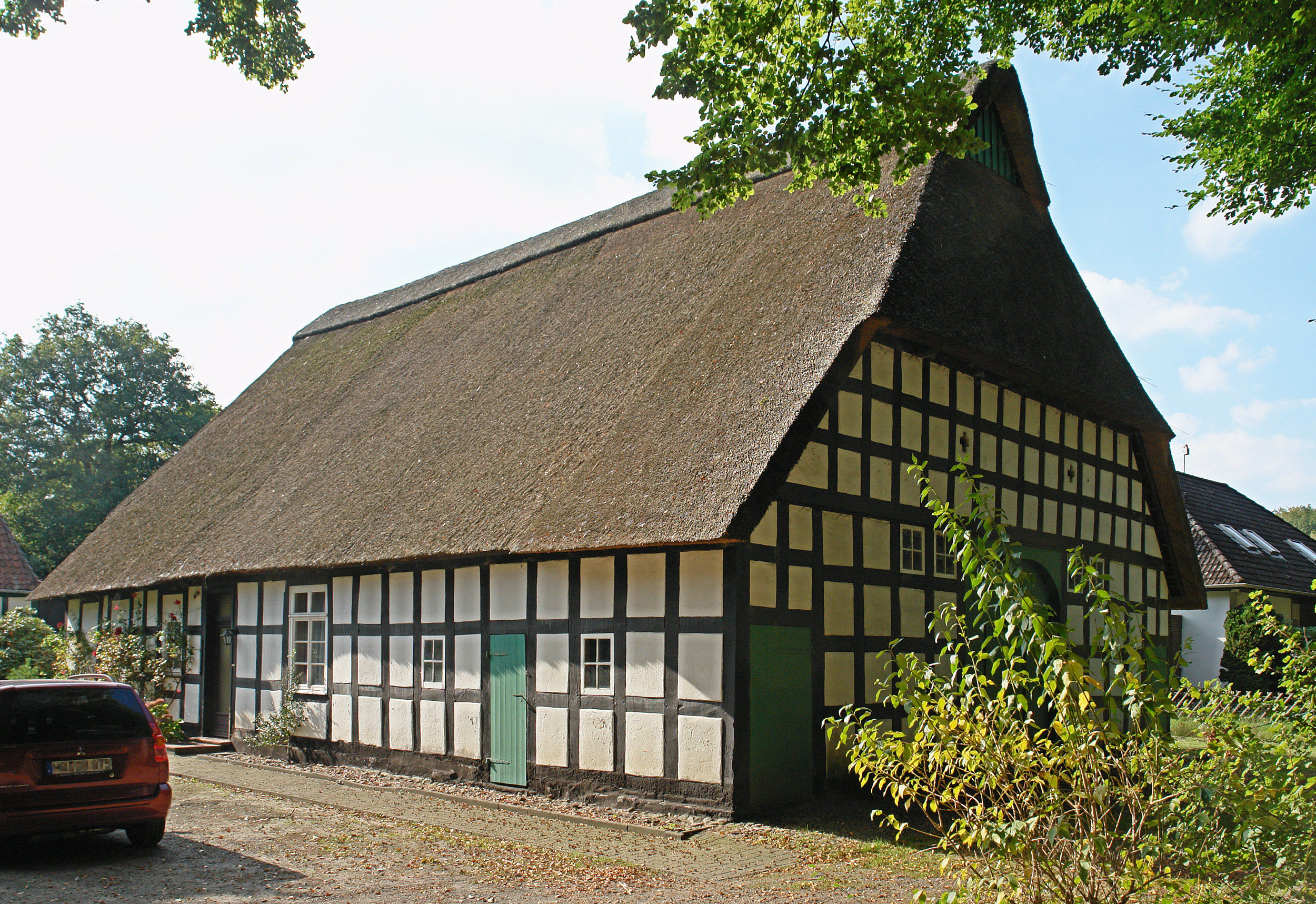
Nr. 24: Bauernhaus

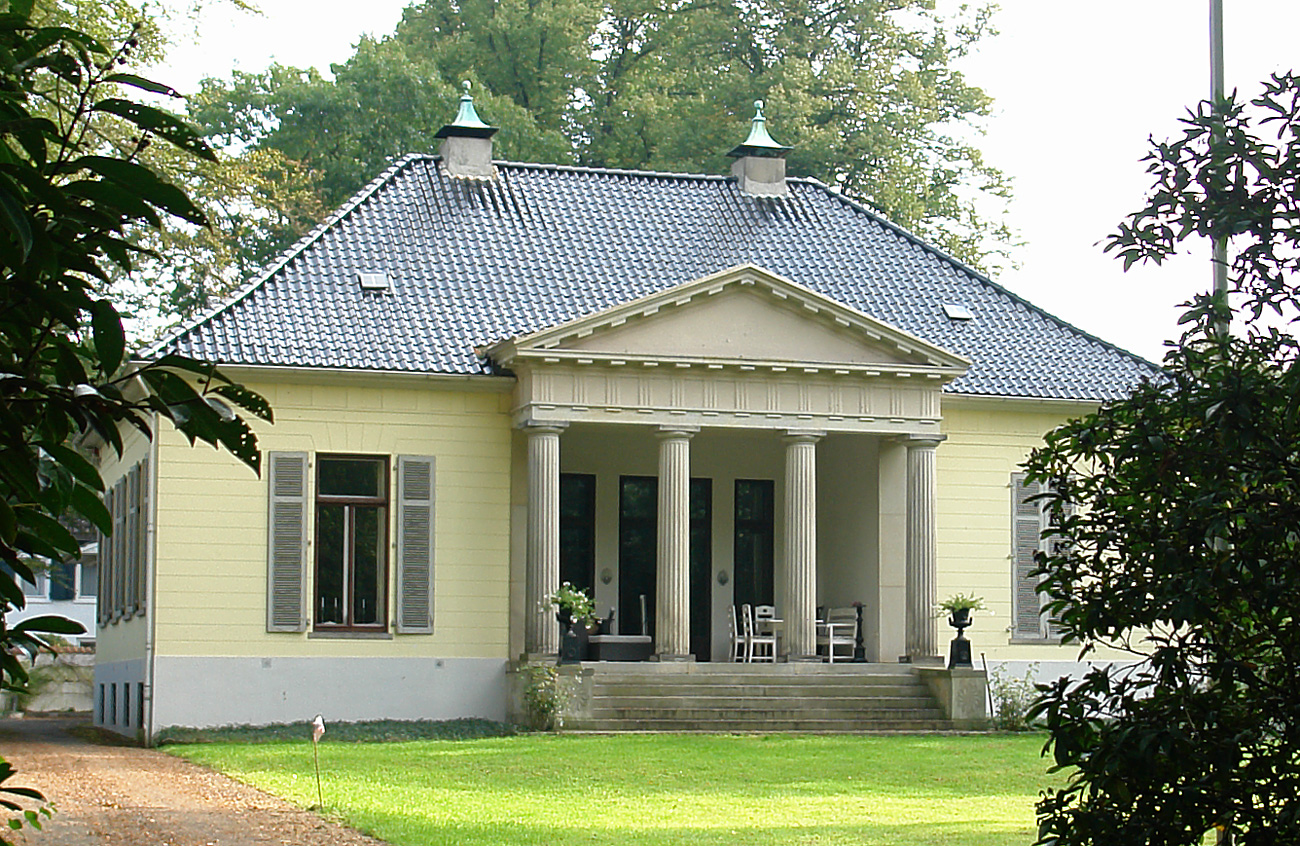
Nr. 33: Haus Hoogenkamp

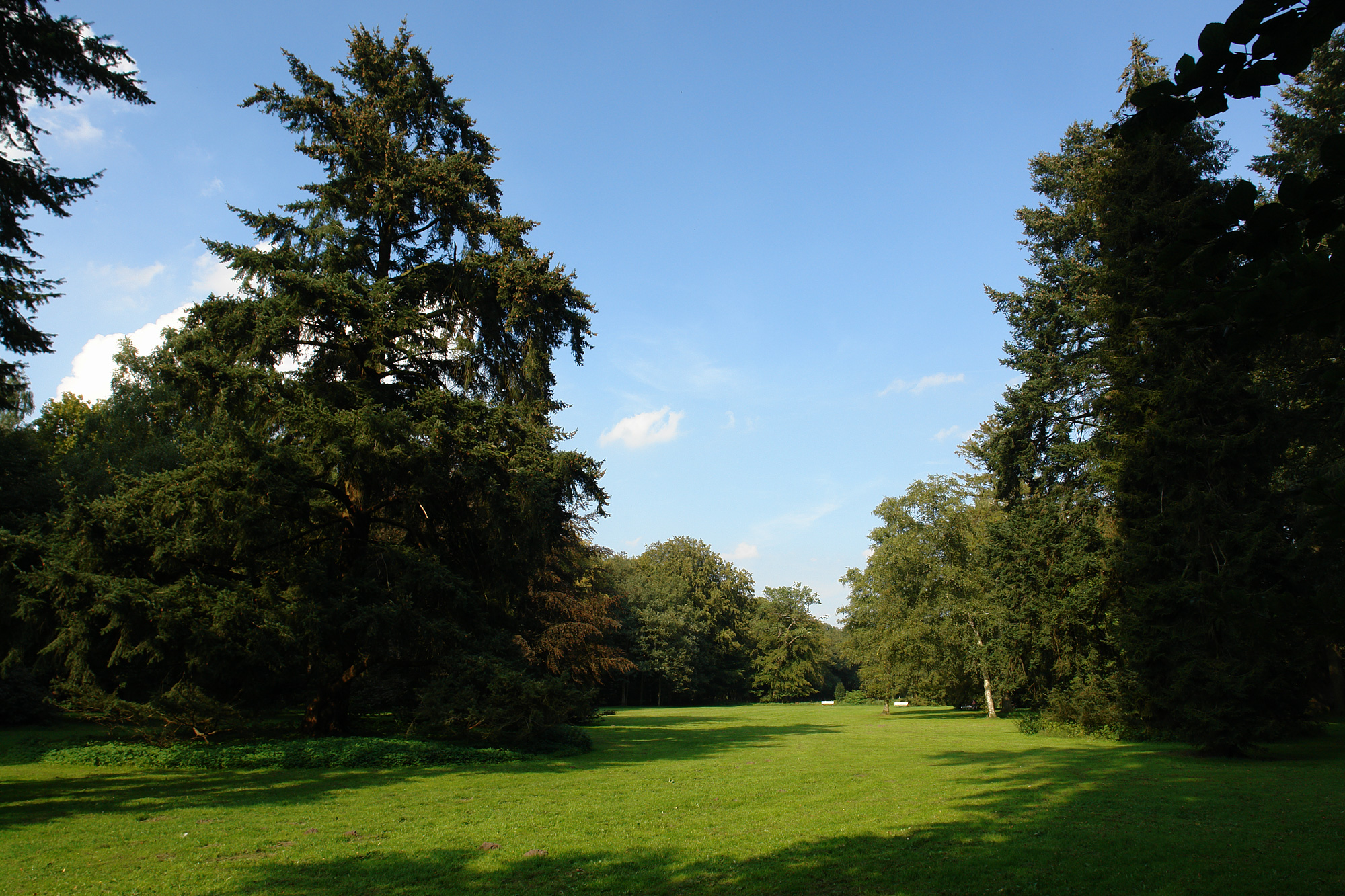
Nr. 65: Muhles Park

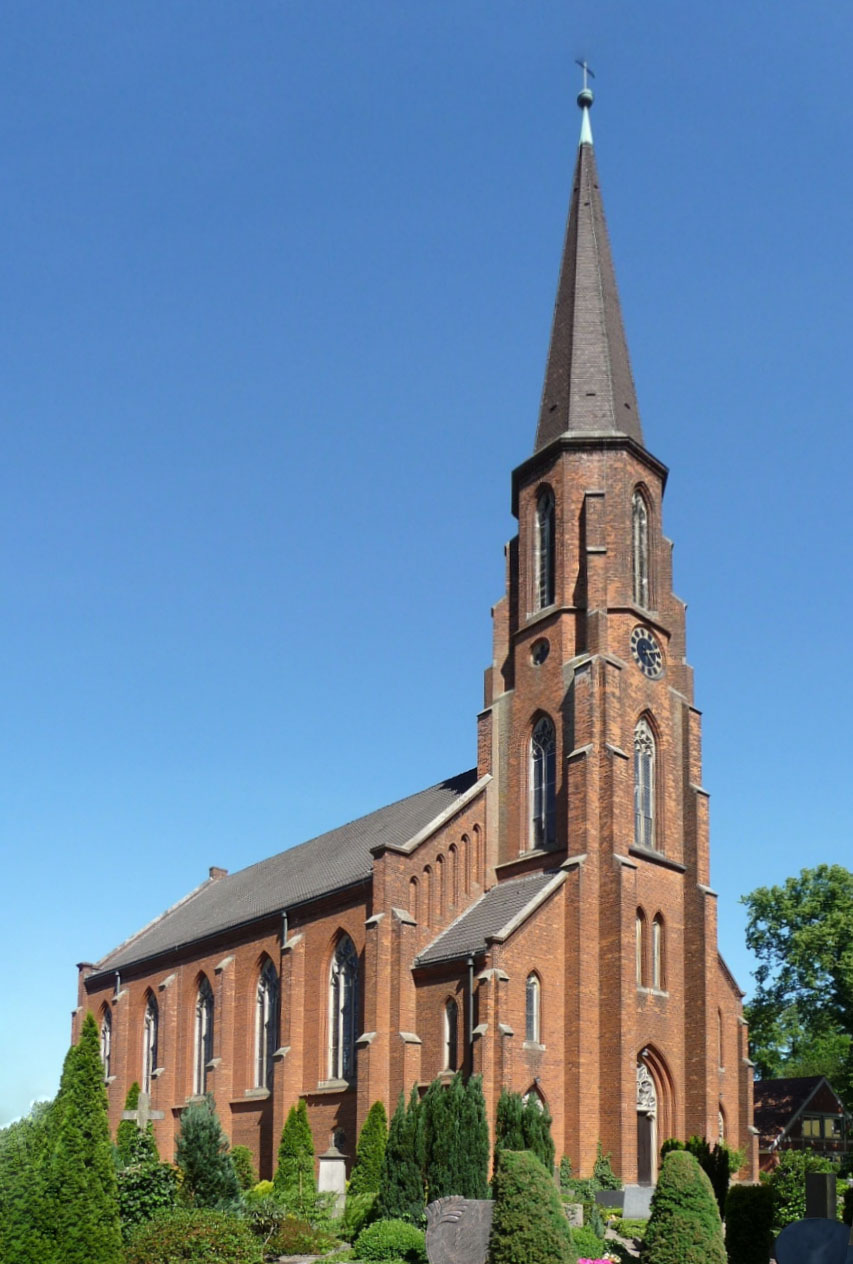
Nr. 37: St. Johann

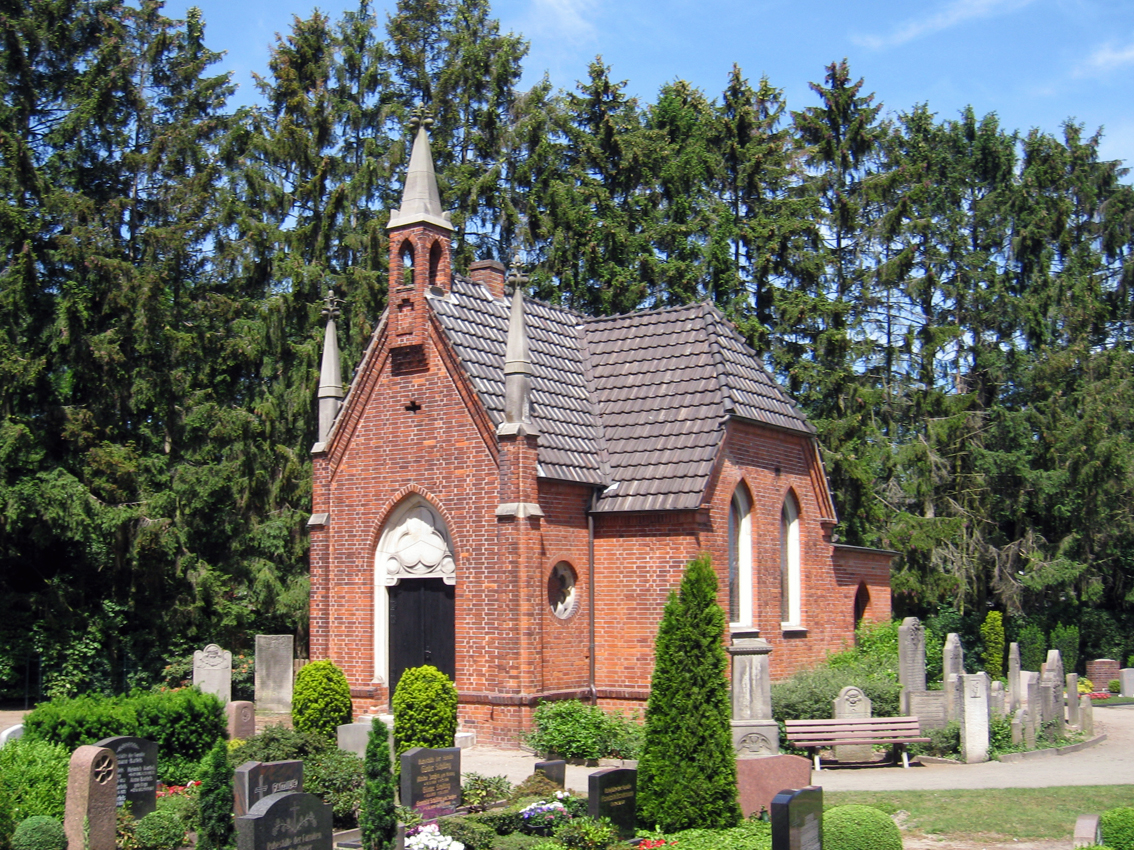
Nr. 37: Friedhofskapelle

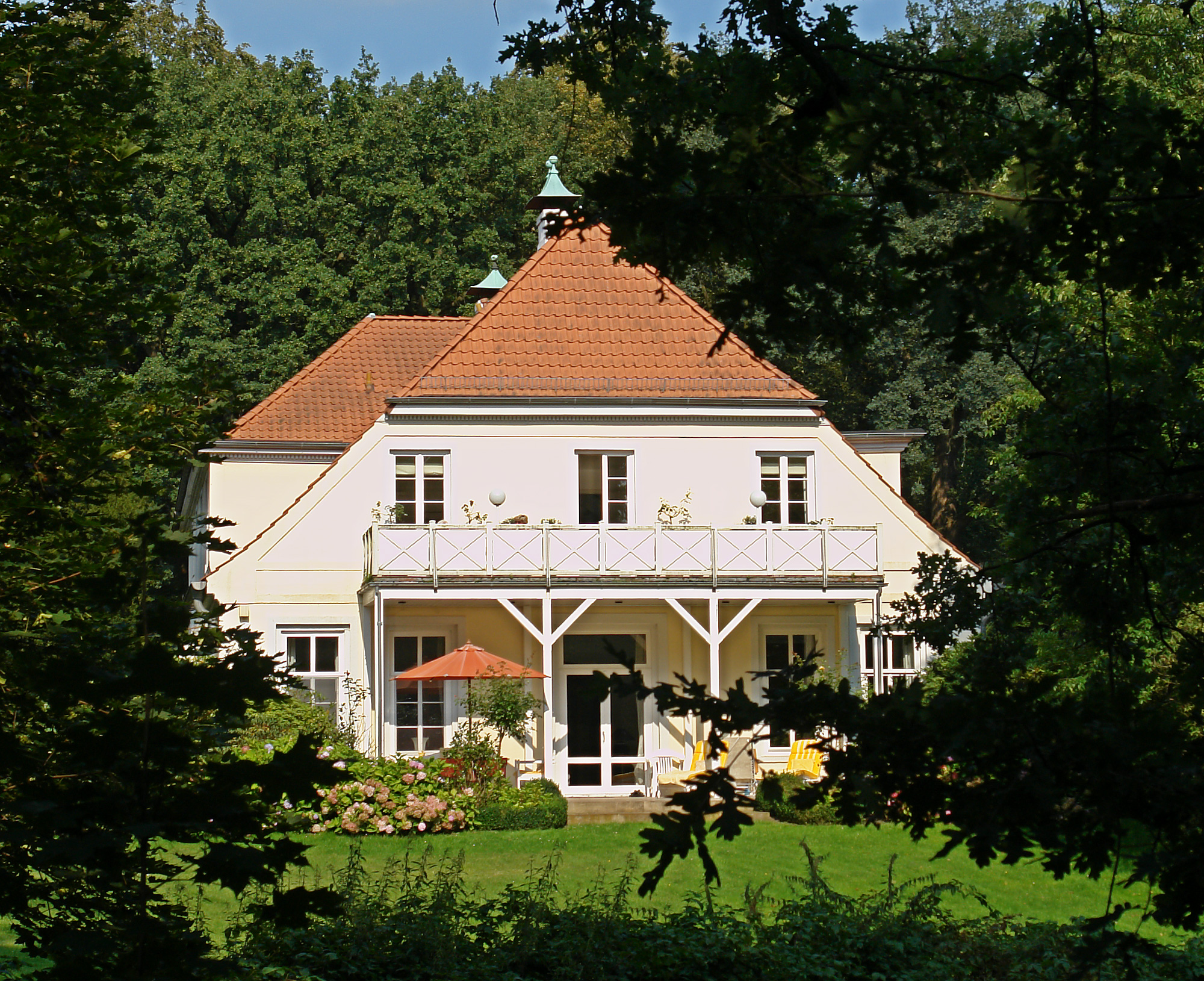
Nr. 65: Landhaus Böving

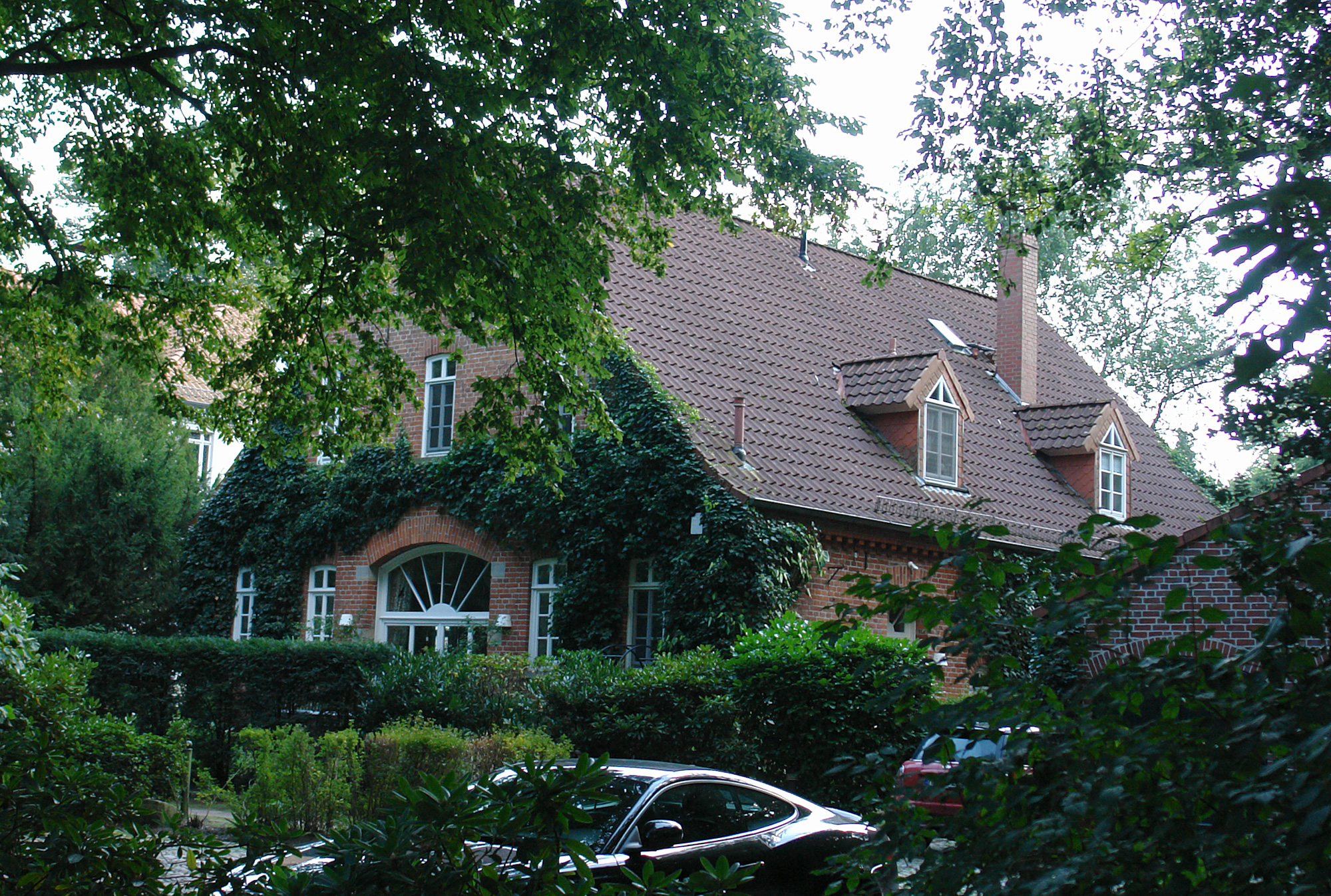
Nr.: 67: Hofmeierhaus

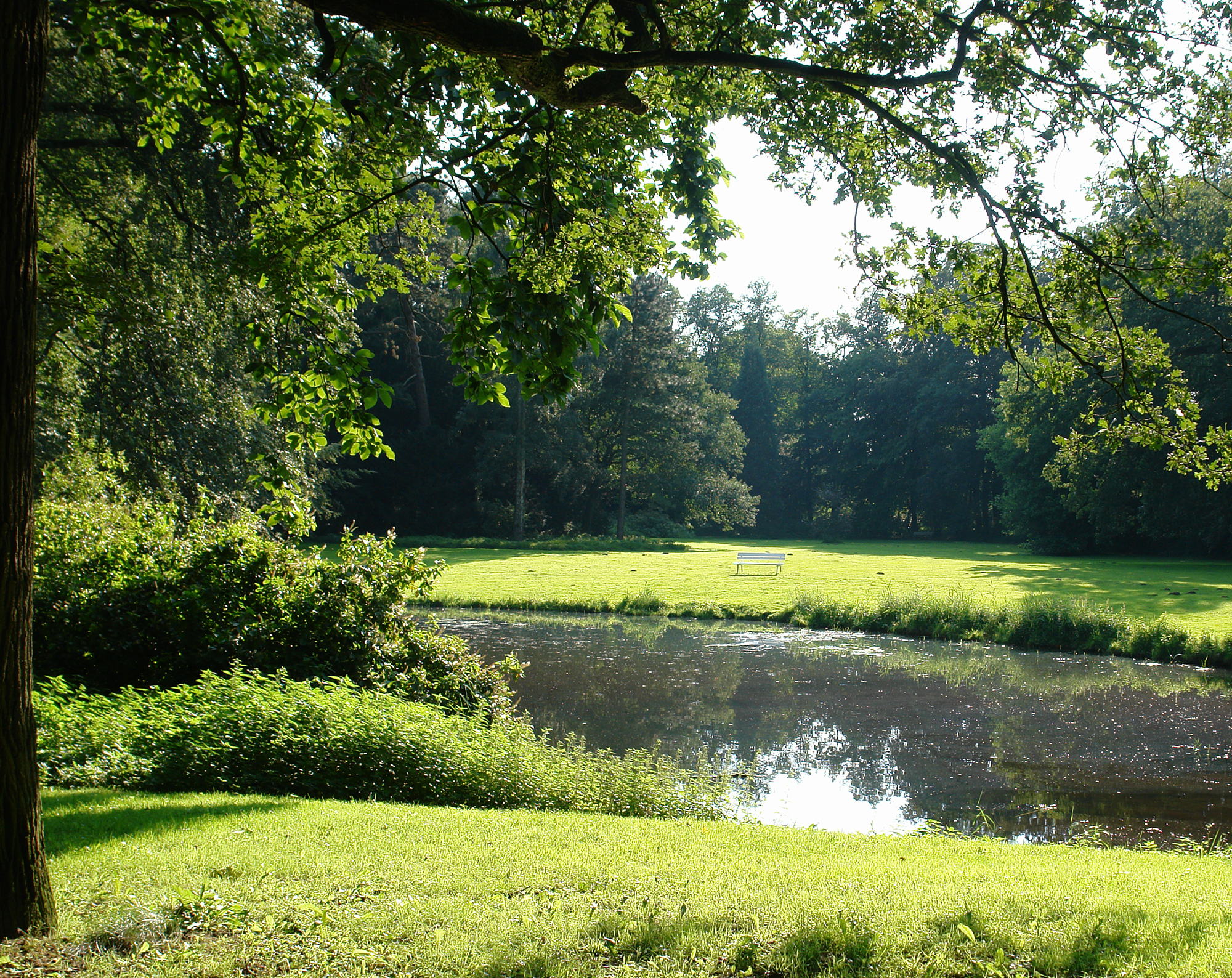
Nr. 69: Höpkensruh

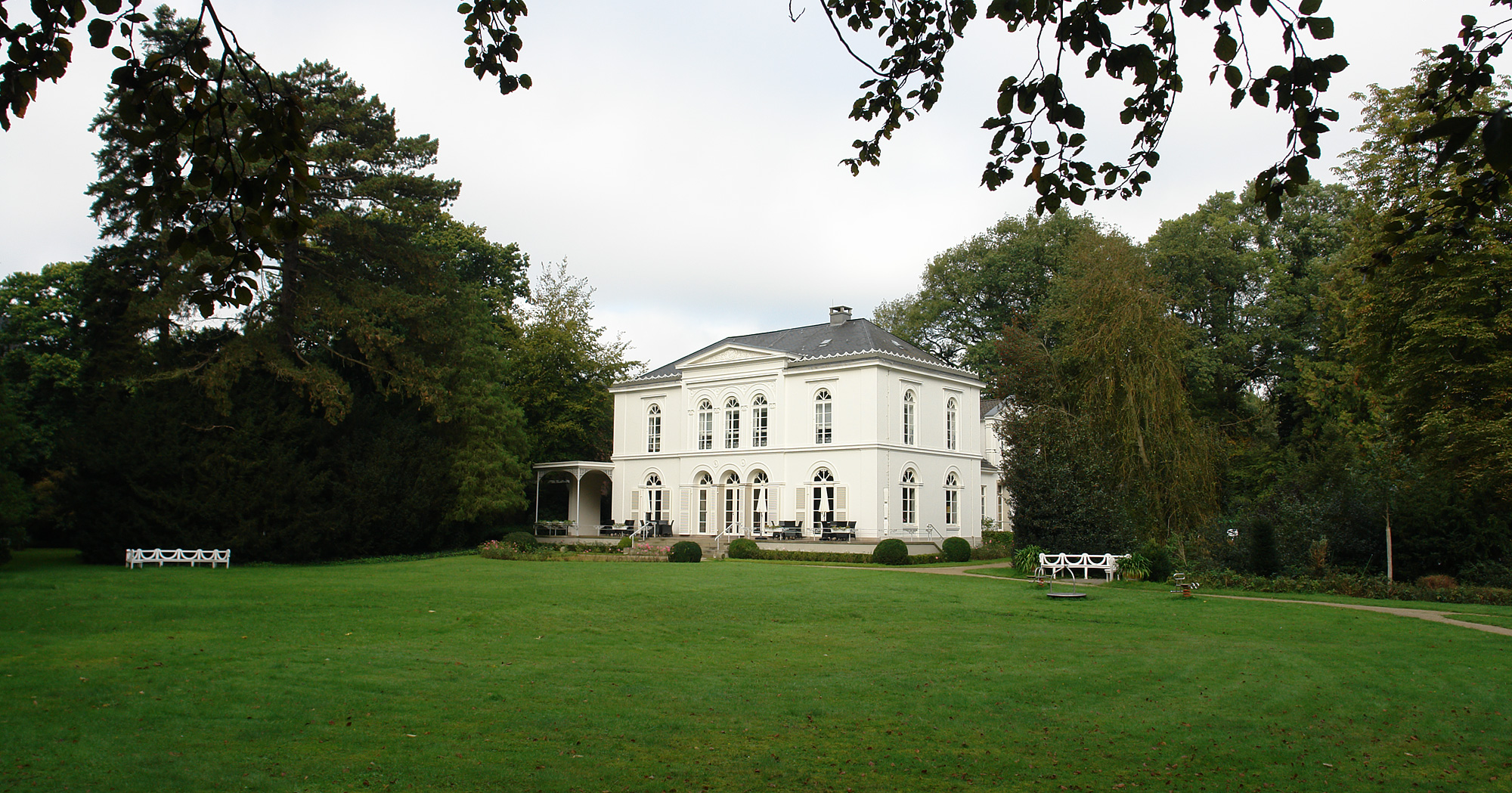
Nr. 70: Landsitz Caesar-Ichon

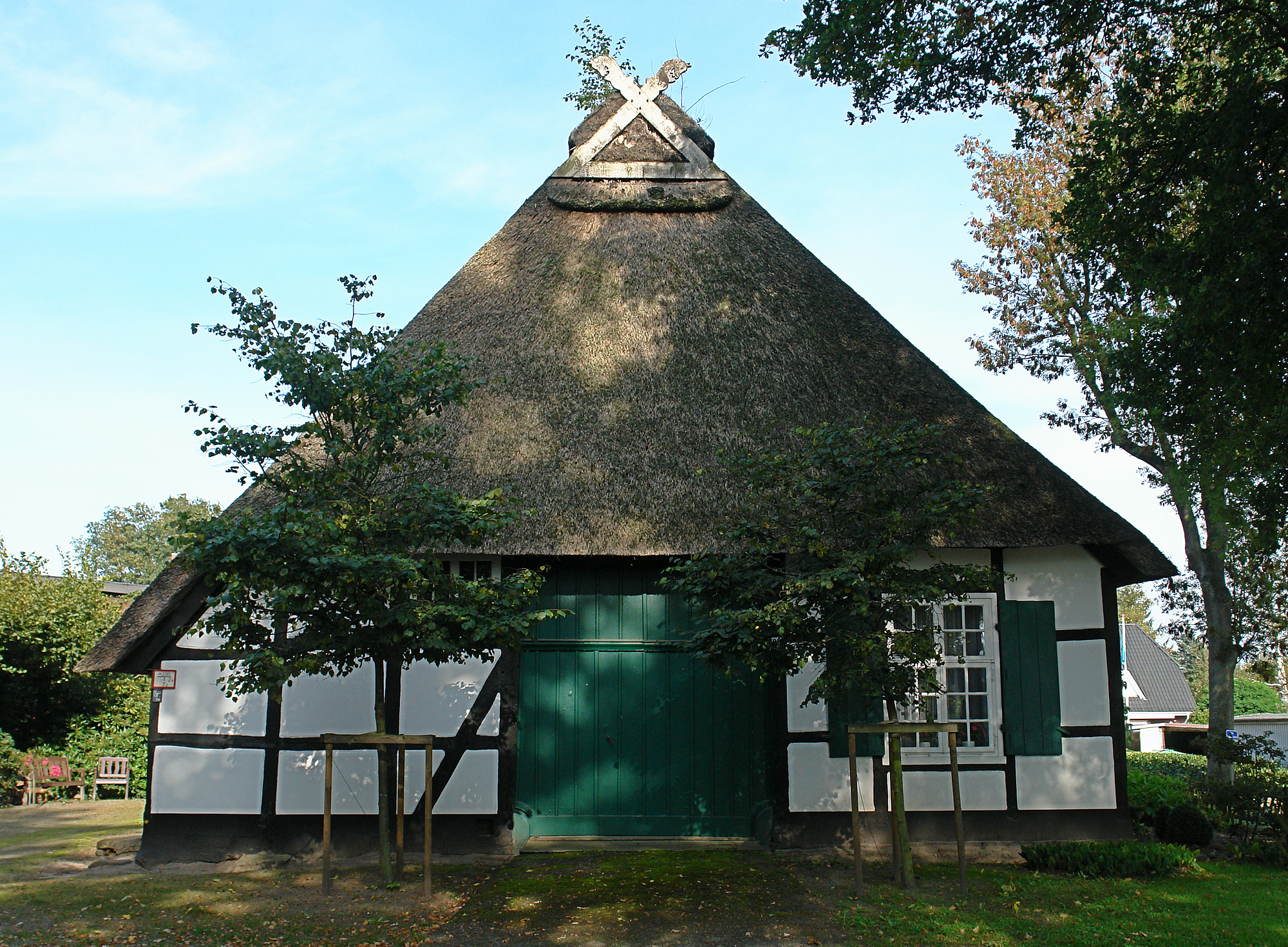
Nr. 93: Haus Schumacher

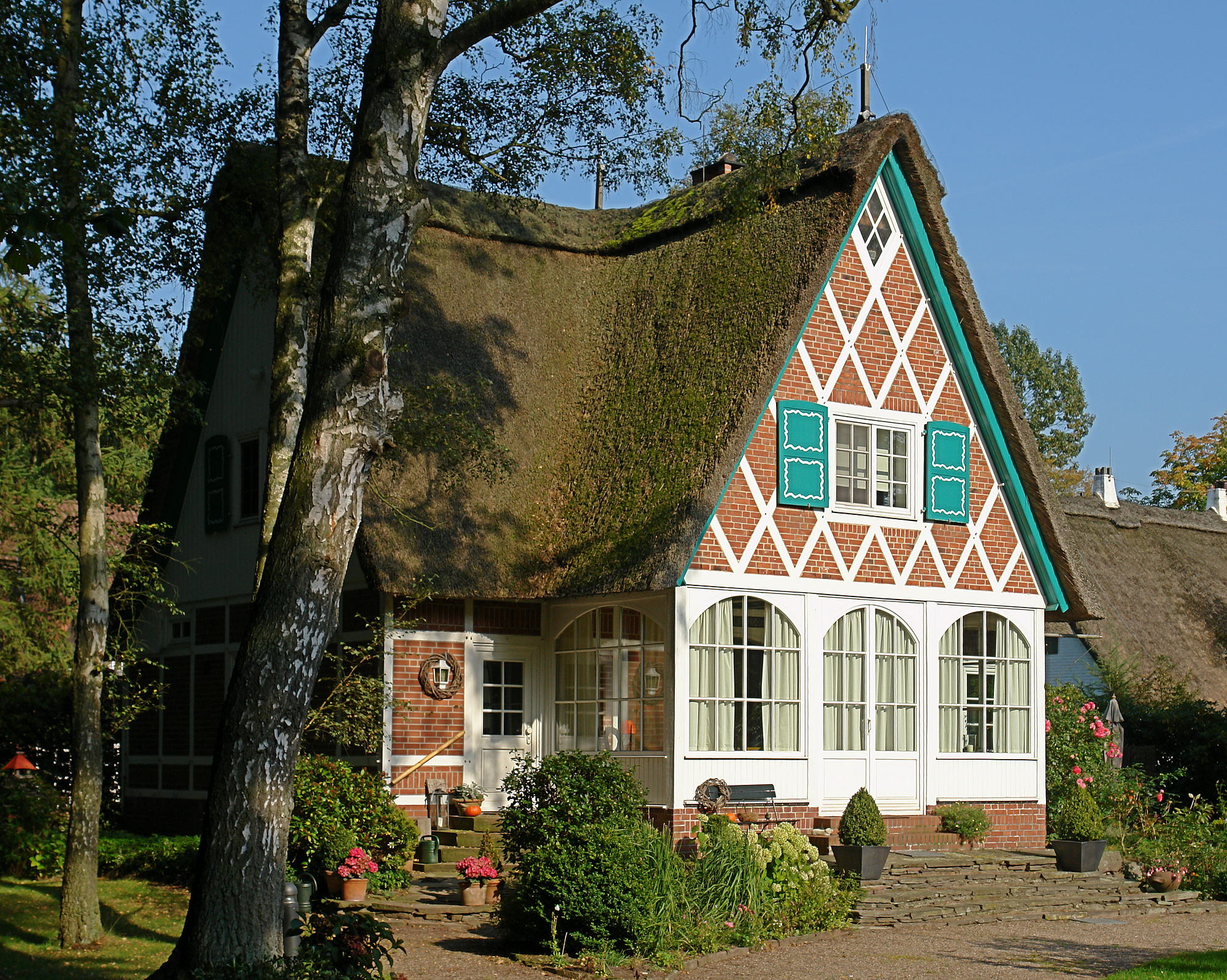
Nr. 141A: Sommerhaus

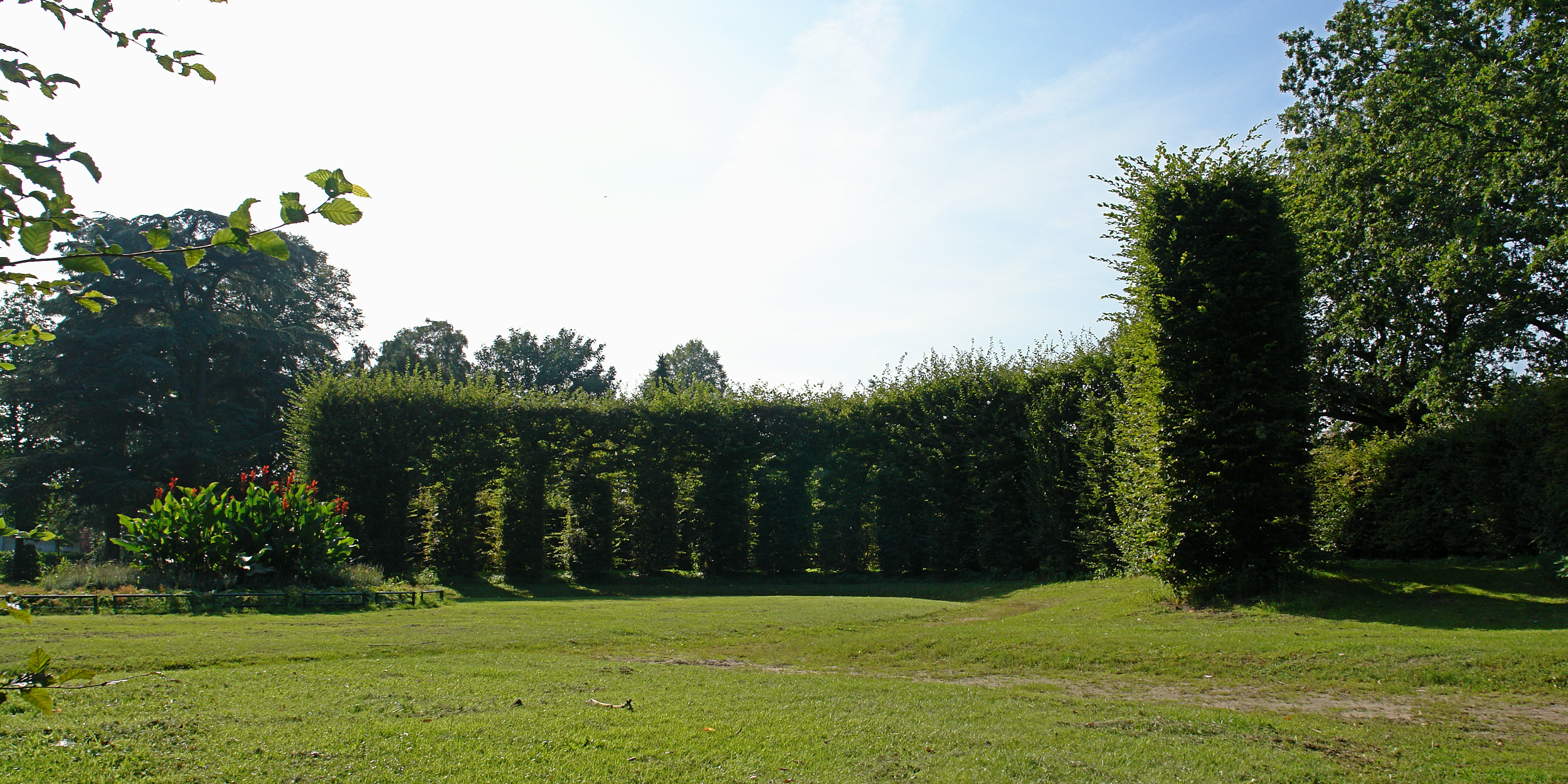
Nr. 151: Heinekens Park

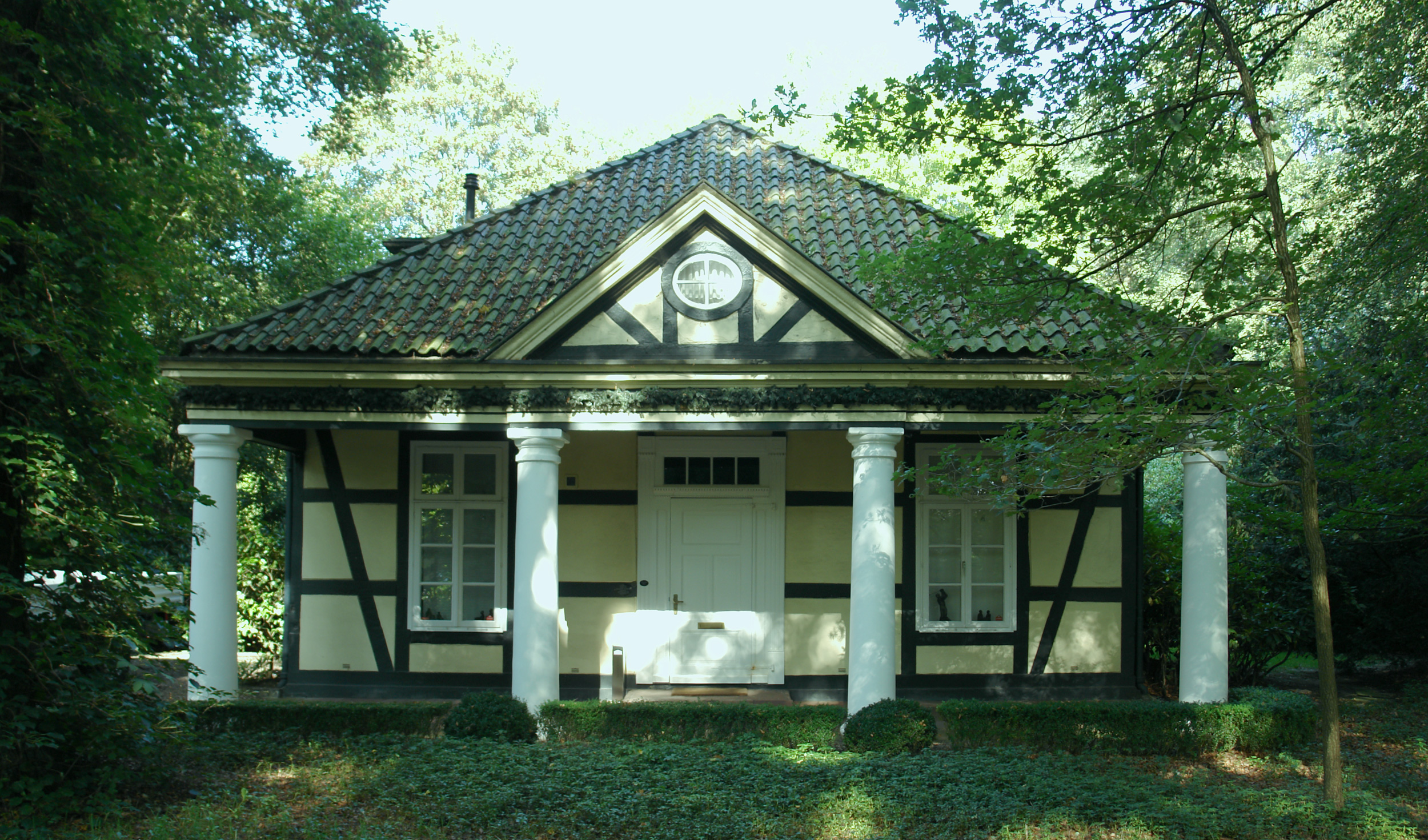
Nr. 153 Heinekens Park, Hofmeierhaus

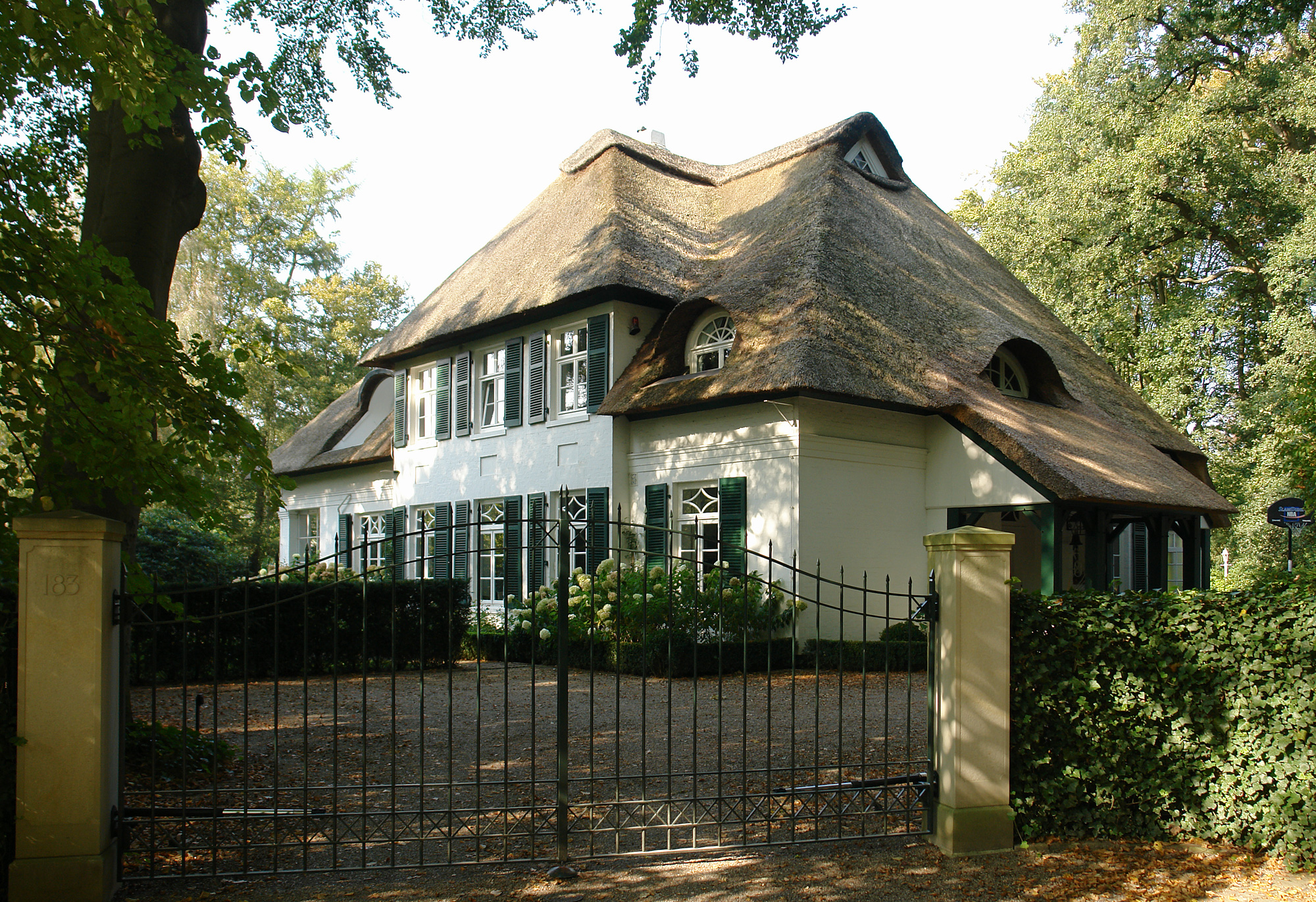
Nr. 183: Haus Weyhausen

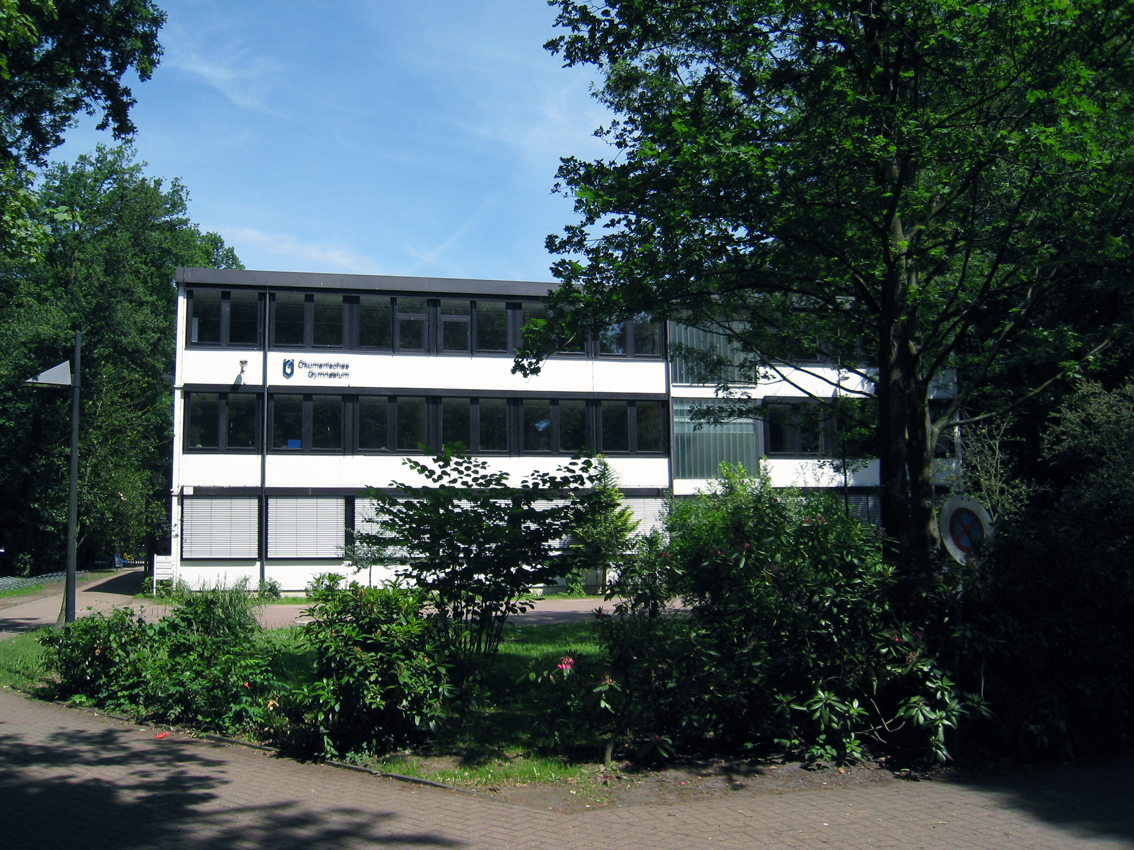
Nr.
143: Ökumenisches Gymnasium zu Bremen

Die Oberneulander Landstraße ist eine historische Straße in Bremen im Stadtteil Oberneuland. Sie führt von der Straße Am Hodenberger Deich bis zur Straße Am Lehester Deich. Die Straße führt zunächst mehr in Nord-Süd-Richtung, dann in Ost-West-Richtung und schließlich wieder in Nord-Süd-Richtung. Süd/Westlich begleitet das Holler Fleet die Straße. Sie ist die längste Straße in Bremen.
Sie gliedert sich in die Teilbereiche:
- Am Hodenberger Deich bis Oberneulander Heerstraße und
- Oberneulander Heerstraße bis Am Lehester Deich

Die Querstraßen wurden u. a. benannt als Am Hodenberger Deich nach dem Gut der Familie Hodenberg, Schlepestraße nach dem Advokat Lüder Schleppe (1675–1733), Tilingweg nach dem Oberneulander Pastor (1739–1770) Johann Tiling (1712–1770), Hodenberger Straße nach der Adelsfamilie Hodenberg, Hohenkampsweg nach einer Flurbezeichnung, Rockwinkler Heerstraße nach dem Dorf Rockwinkel, Fritz-Meier-Weg (?), Auf der Alten Weide nach einer Flurbezeichnung, Retbergweg nach einer alten Bremer Familie, die mit der Familie Liborius Diederich Post verwandt war, Am Querkamp nach einer Lage der Flur Kamp, Maßolleweg nach dem Ortshistoriker und Abgeordneten der Bürgerschaft Wilhelm Maßolle, Krintenpad nach der Korinthe, Im Holze nach einer Flurbezeichnung, Von-Line-Straße nach Bürgermeister Line von Libonius, Am Jürgens Holz nach einem Gehölz des früheren Westenfeldschen Gutes, Aumundsdamm (?), Eeckenhöge = Eichenhöhe nach einer historischen großen Eiche am Ende der Straße, Im Eichenholz nach einer Flurbezeichnung, Hoffmanns Park nach dem Park von nach 1889 von Theodor Gustav Hoffman, Waldgärtenweg, Gustav-Brandes-Weg nach dem Lehrer Gustav Brandes (1877–1942), Lutz-Wolde-Weg nach dem Juristen und Übersetzer Georg Ludwig Wolde (1884–1949), An den Wühren nach einer Wurt=Wühre, Fohlenweide nach einer Weide auf einem Gestüt, Holländer Weg, die hier gewirkt haben, Am Rüten nach einer Flurbezeichnung und Am Lehester Deich; ansonsten siehe beim Link zu den Straßen.

## Geschichte

### Name
Die Oberneulander Landstraße wurde benannt nach dem früheren Dorf und dem heutigen Stadtteil Oberneuland. Oberneuland lag hinter dem Neuenland. Ursprünglich und bis Anfang des 20. Jahrhunderts führte die Straße die Bezeichnung Oberneulander Straße.

### Entwicklung
Oberneuland wurde 1113 als Overnigelant erwähnt, als Holländer mit der Kultivierung des Hollerlandes begannen. Oberneuland gehörte zum Goh Hollerland. 1812 hatte das Dorf 509 Einwohner, 1905 um 950.
Seit 1149 gab es das Gut der adeligen Familie Hodenberg (auch Hodenberghe). Im 15. Jahrhundert besaß das Ministerialengeschlecht von der Helle das Gut, ab 1810 der Arzt Friedrich Engelken und betrieb hier eine Irrenpflegeanstalt, 1897 kaufte die Reederfamilie Rickmers das Gut und Robert Rickmers (1864–1948) lebte hier. Das Gut war Treffpunkt für viele Künstler. Ernst Müller-Scheeßel, Th. Hermann, Albert Ritterhoff und Heinrich Vogeler haben hier gewirkt. 1936 verfügte Rickmers, das nach seinem Tod das Gut in eine Stiftung umgewandelt werde.
Die alte, einklassige Kirchspielschule neben der Kirche musste 1819 abgerissen werden. Ein Neubau brannte 1821 ab und wurde im selben Jahr ersetzt. 1860 entstand dort ein Gebäude mit zwei Klassenräumen.

Die ehemalige Gaststätte Meyer am Boom (Nr. 8) galt als Bremens ältestes Gasthaus und wurde Ende 2014 nach über 300 Jahren geschlossen. 1846 fand auf einem hinter dem damaligen Oberneulander Ausflugslokal Jürgens’ Holz eingerichteten Festplatz das Bremer Schützen- und Volksfest zu Oberneuland statt, das auch überregional Aufsehen erregte. Es wurde nur einmal, 1847, in der gleichen Form und am selben Ort wiederholt.
An der Straße entstanden eine Reihe größerer Parks wie u. a. Ichons Park ab 1768, Park Gut Hodenberg ab um 1787, Heinekens Park um ab 1790, Höpkensruh ab um 1800, Muhles Park ab 1825 und Landgut Marwede ab 1911 (Einzelheiten dazu siehe bei den Bauten und Anlagen).
In den 1970/80er Jahren entstanden viele Neubauten, darunter Bauwerke nach Plänen von Gerhard Müller-Menckens (Wohnhaus und Hotelanlage Jürgens Holz, drei Wohnhäuser Eekenhöge).

### Verkehr
Im Nahverkehr in Bremen verkehrt teilweise auf der Oberneulander Landstraße die Buslinie 33 (Horner Kirche – Im Holze – Sebaldsbrück).

## Gebäude und Anlagen
An der Straße befinden sich zumeist ein- und auch zweigeschossige Gebäude, die zumeist Wohnhäuser sind.
Baudenkmale
- Oberneulander Landstraße Ecke Hodenberger Straße Nr. 10: 1- und 2-gesch. Herrenhaus von 1767 auf dem Gut Hodenberg sowie der sieben Hektar große Landschaftspark mit der barocken Tuffstein-Grotte von Gartenarchitekt Christian Roselius und dem Pavillon von um 1906.
- Nr. 8: 1-gesch. Bauernhaus von um 1720, ein reetgedecktes, niederdeutsches 2-Ständer-Fachwerkhaus mit Krüppelwalm als Gaststätte Meyer am Boom (am Schlagbaum der nahen Grenze), schon damals mit Schankbetrieb.
- Nr. 24: 1-gesch. Brinksitzerhaus Oberneulander Landstraße als Fachwerkbauernhaus von 1833 mit Scheune für den Bauern Elard Bartels erbaut.[2]
- Nr. 27/29: 2-gesch., 7-achsige Villa von 1924 nach Plänen von Rudolf Alexander Schröder vom Landgut Marwede mit 1-gesch. Anbauten und Park (1911) mit einem achteckigen Pavillon mit kupfergedeckter Glockenhaube, gebaut für Hermann Marwede; später Nervenklinik Hohenkamp, heute DRK-Pflegeheim Haus Hohenkamp.[3]
- Nr. 33: 1-gesch. klassizistisches Walmdachhaus von um 1720 mit Säulenportikus nach Plänen von Hinrich Kaars (?) als Landhaus Hucke gebaut, umgebaut 1874 nach Plänen von Johann Georg Poppe als Haus Hoogenkamp und 1911 von Architekt Hans Haering.[4]
- Nr. 36 und Rockwinkeler Heerstraße 4: 2-gesch. Schule Oberneuland, eine Grundschule in alten Gebäuden von 1877 und 1916 und neuen Gebäuden.
- Nr. 37/41: Evangelische, neugotische Pfarrkirche St. Johann von 1860 nach Plänen von Heinrich Müller als Nachfolgebau einer romanischen Kirche aus dem 12. Jahrhundert.
  - Nr. 37/41: Neogotische Friedhofskapelle von 1905 nach Plänen von Hugo Wagner
- 65 bis 69: Muhles Park, Höpkensruh, Böving'sches Landgut mit dem Landhaus Böving, Landgut Muhle
  - Nr. 65: Muhles Park mit dem 1-gesch. klassizistischen Meierhof Böving von um 1815 und dem Pavillon; 1922 nach Plänen von Walter Görig umgebaut.
  - Nr. 67: Hofmeierhaus in Muhles Park von um 1910 im Reformstil
  - Nr. 69: Höpkens Ruh gestiftet von dem Kaufmann und  Reeder Johann Höpken (1801–1877) u. a. mit dem  sieben Hektar großen Landschaftspark mit dem Linnaeus-Obelisk. Zuvor war es ab 1784 das Landgut Schultz des Juristen Dr. Johann Friedrich Schultze, bis es 1859 die Familie Höpkens erwarb.
- Nr. 70: 2-gesch. klassizistisches Landhaus Caesar-Ichon und Landschaftspark; ab 1768 barockes Landgut Post und Garten nach Plänen von Gärtner Gottlieb Altmann, ab 1829 Landsitz von Senator Gerhard Caesar mit dem bestehenden Gutshaus von 1843 nach Plänen von Anton Theodor Eggers und ab 1912 Landgut der Familie Ichon; 1975/77 Neubauten für einen Altenheimkomplex unter Einbezug der Villa Ichon. Der nunmehr englische Landschaftsgarten wurde nach Plänen von Wilhelm Benque (1814–1895) umgestaltet.
- Nr. 93: 1-gesch. Haus Schumacher von um 1780 als Fachwerkbau
- Nr. 141A: 1-gesch. reetgedecktes Sommerhaus von 1930 mit Krüppelwalm nach Plänen von Wilhelm Heinrich Rohmeyer aus Fischerhude im Landhausstil für Mally Schmidt
- Nr. 151/153: Heinekens Park, 2,7 Hektar großer Park von nach 1790 von und für Bremens Bürgermeister Christian Abraham Heineken unter planerischer Mitwirkung von Gärtner Gottlieb Altmann.[5]
  - Nr. 151: 1-gesch. Haus Heineken von um 1790, umgebaut 1871 nach Plänen von Gustav Runge.
  - Nr. 151:  Landgut Schumacher mit dem Herrenhaus
  - Nr. 153: 1-gesch. Hofmeierhaus von um 1790 für Heineken
- Nr. 183: 1-gesch. Walmdachhaus als Haus Weyhausen von 1914 nach Plänen von Rudolf Alexander Schröder und Diedrich Luley im Reformstil für Helene Weyhausen, Schwiegermutter von Georg Schütte.[6]
- Nr. 189D:  Landgut Schütte, Toranlage von 1913  nach Plänen von Rudolf Alexander Schröder.[7]

Weitere erwähnenswerte Gebäude und Anlagen
- Nr. 6: 1-gesch. Wohnhaus mit einem Krüppelwalmdach
- Nr. 22: 1-gesch. Wohnhaus Hus Möhlenbrock in der Hell von 1909 mit Mansarddach
- Nr. 25: Park und 1-gesch. Gebäude des Hubertus Reitvereins Bremen, Hodenberger Str. 10
- Rockwinkeler Landstraße 5: Reetgedeckter niederdeutscher Zweiständer-Fachwerk-Bauernhof von um 1800, der Lür-Kropp-Hof, seit nach 1970 die städtische Lür-Kropp-Stiftung.
- Nr. 43: 2-gesch. Wohn- und Gasthaus mit Walmdach, dahinter der Friedhof und die o.a. Friedhofskapelle.
- Nr. 62: 1-gesch. Fachwerkwohnhaus
- Nr. 70: 3-/4-gesch. Stiftungsresidenz Ichon-Park der Bremer Heimstiftung von 1977 nach Plänen von Wilfried Turk, Volker Borchers und Rudi Richter.[8]
- Nr. 85B: 1-gesch. Gebäude des Reit-Clubs Rosenbusch Oberneuland.
- Nr. 101: 1-gesch. reetgedecktes Fachwerkwohnhaus von 1791 als Wohn- und Wirtschaftsgebäude Behrens-Döhlen
- Nr. 104: 1-gesch. Gebäude vom Grün-Gold-Club Bremen von 1932; mehrfacher Deutscher-, Europa- und Weltmeister im Tanzen.
- Nr. 143: 3-gesch. Ökumenisches Gymnasium zu Bremen von 1981 in freier Trägerschaft von Erika Opelt-Stoevesandt gegründet.
- Nr. 145C: Reit- und Fahrverein Oberneuland
- Nr. 165: 1-gesch. Gaststätte
- Nr. 166: 3-gesch. postmodernes Wohnhaus der 1990er Jahre
- Nr. 174: 1-gesch. Fachwerkhaus mit Nebenanlagen
- Nr. 178: 1-gesch. Jugendzentrum Sasu der Bürgerinitiative Oberneuland

Denkmale, Gedenktafeln
- Nr. 33: Gartenplastiken aus dem 18. Jahrhundert
- Nr. 37/41: Ehrenmal für Gefallene beider Weltkriege von 1923 nach Plänen von Hans Haering.
- Nr. 65: Gartenvase in Muhles Park
- Nr. 69: Linnaeus-Obelisk auf Höpkensruh von um 1800 als Erinnerung an die Botaniker Haller, Linné, Jacquin und Roth
- Nr. 151: Frauenfigur aus Stein in Heinekens Park